# Transposición de Dimroth
La transposición de Dimroth  es una reacción orgánica en donde ciertos 1,2,3-triazoles intercambian sustituyentes en el nitrógeno endocíclico con el exocíclico. Esta reacción fue descubierta en 1909 por el químico alemán Otto Dimroth (1872–1940).
Si R es un grupo fenilo, la reacción se lleva a cabo en piridina en ebullición por 24 horas
Este tipo de triazol tiene un grupo amino en la posición 5. Después de apertura de anillo con un intermediario diazo, la rotación del enlace Carbono-Carbono es posible con la migración [1,3] de hidrógeno.
Ciertas 1-alquil-2-iminopirimidinas también muestran este tipo de comportamiento. 
El primer paso es una reacción de adición de agua (hidratación), seguido de la apertura del anillo del hemiaminal para obtener el aminoaldehído, concluyendo con el cierre del anillo.